# Waikato Mooloos
Los Waikato Mooloos son un equipo provincial profesional de Nueva Zelanda que representa a la Waikato Rugby Union de la Región de Waikato en competencias domésticas de rugby.
Participa anualmente en el National Provincial Championship, competición en la cual ha logrado tres campeonatos el último conseguido el año 2021.
En el Super Rugby es representado por el equipo de Chiefs.

## Historia
Fue fundado en 1921, en 1929 el jugador Jack Tuck, fue el primer seleccionado por los All Blacks, desde esa fecha han formado 66 All Blacks y 20 Blacks Ferns.
Desde el año 1976 participa en la principal competición entre clubes provinciales de Nueva Zelanda, en la cual lograron su primer campeonato en 1992.
Durante su larga historia han enfrentado a diferentes equipos nacionales, logrando triunfos sobre Argentina, Australia, Escocia, Francia,  Italia, y Sudáfrica además ha sido visitado en varias ocasiones por los British and Irish Lions logrando un récord ante ellos de 5 victorias, 6 derrotas y un empate.

## Palmarés

### Primera División
- National Provincial Championship (2): 1992, 2021
- Air New Zealand Cup (1): 2006

### Segunda División
- Segunda División del NPC (2): 1980, 1986
- Championship de la Mitre 10 Cup (1): 2018

## Jugadores emblemáticos
| - Stephen Donald - Jono Gibbes - Marty Holah - Byron Kelleher - Jonah Lomu - John Mitchell - Mils Muliaina | - Bruce Reihana - Hikairo Forbes - Dominiko Waqaniburotu - Sitiveni Sivivatu - Mark van Gisbergen - Tim Mikkelson |